# Tawanganom
Tawanganom is een bestuurslaag in het regentschap Magetan van de provincie Oost-Java, Indonesië. Tawanganom telt 6116 inwoners (volkstelling 2010).